# Грушківський цукровий завод
Грушківський цукровий завод — містоутворююче підприємство міста Благовіщенське Кіровоградської області України, яке припинило своє існування.

## Історія

### 1873—1917
Восени 1870 року княгиня Строганова уклала договір з чернігівським купцем Лукіним про будівництво на земельній ділянці цукрового заводу в селищі Грушка Балтського повіту Подільської губернії Російської імперії. Восени 1872 року недобудований завод викупили іноземці і створили товариство Грушківського цукрового заводу з основним капіталом 500 тис. карбованців (частина акцій якого належала французьким, бельгійським і швейцарським капіталістам). Після завершення встановлення імпортного обладнання, 10 грудня 1873 року Грушківський завод був введений в експлуатацію.
Одночасно з заводом були збудовані кілька допоміжних будівель господарського призначення, 20 будинків і 2 казарми для працівників. У результаті цього в 1880 роках біля заводу виникло поселення, яке у 1890 роках отримало назву висілки Грушківського заводу.
Працівниками заводу були селяни навколишніх поселень. Умови праці на заводі в цей час були важкими, тривалість робочого дня становила 12 годин, а зарплата була мінімальною (при цьому, частину зарплати неодноразово видавали не грішми, а продуктами з заводського магазину).
У 1879 році завод був проданий з торгів. Через 3 роки він перейшов у власність Київської питомої контори, котра здала його в оренду його німецьким підприємцям. 4 листопада 1888 року працівники влаштували страйк, у результаті якого завод не працював чотири дні.
Зі збільшенням обсягів виробництва, необхідністю доставки сировини та вивезення готової продукції на початку 1890 років до заводу була прокладена вузькоколійна залізниця. У 1892 році була збудована станція Грушка, а восени 1894 року по ній пройшов перший поїзд. Після введення в устрій залізничної дороги чисельність працівників на заводі збільшилася на 104 людини (до 604 людей).
У ході першої російської революції навесні 1906 року на заводі розпочався страйк. Учасники якого зажадали підвищення зарплати і введення 8-годинного робочого дня, у результаті частина працівників була звільнена, але зарплату трохи підвищили. Оскільки після початку страйку на заводі працівники економії (які забезпечували завод буряком) теж відмовилися виходити на роботу, власники заводу звернулися до подільського губернатора А. А. Ейлера з проханням надіслати війська. У результаті, в селище прибув полк солдатів, яких використали на сільськогосподарських роботах до осені 1906 року.
Після початку у 1914 році першої світової війни частину працівників-чоловіків мобілізували в діючу армію, але по домовленості власників заводу з подільським губернатором найбільш кваліфіковані працівники були залишені на підприємстві.
У березні 1917 року, після відвідання економії цукрового заводу у селі агітбригадою селянської секції Одеської ради працюючих депутатів керуючий цукрового заводу пішов на поступки і скоротив робочий день з 14 до 12 годин, а також розпорядився поліпшити робітникам харчування та умови проживання.

### 1918—1991
У січні 1918 року у селі була встановлена Радянська влада, але у квітні 1918 року селище окупували австрійсько-німецькі війська (котрі залишалися тут до листопада 1918 року). У цю пору на підприємстві виникла група самооборони, котру очолив М. З. Вантуховський. При сприянні залізничників і місцевих жителів, працівники цукрового заводу саботували вивіз хліба, цукру, худоби та інших продуктів у Німеччину. Надалі, територія повіту опинилася у зоні бойових дій громадянської війни. У січні 1920 року частини РККА зайняли село, тут була встановлена Радянська влада і почалося відновлення господи.
У 1920 роки при заводі були створені комсомольська організація, заводський клуб (в якому була відкрита бібліотека), драмкружок і духовий оркестр, почалося видання стінгазети, що сприяло прискоренню ліквідації неграмотності серед працівників та населення.
У 1928 році завод був реконструйований і його потужність була збільшена. У результаті, підприємство виконало план першої п'ятирічки (1928 - 1932 роки) за чотири роки (достроково виготовивши 3 млн. пудів цукру). За другу п'ятирічку (1933—1937 роки) завод виготовив 4,2 млн пудів цукру.
В ході Великої Вітчизняної війни у зв'язку з наближенням лінії фронту обладнання заводу було частково демонтовано і підготовлено для евакуації, але вивезти його не встигли. 1 серпня 1941 року Ульянівка була окупована  німецькими військами, 12 березня 1944 року — звільнена радянськими військами.
Перед відступом гітлерівці розграбували цукровий завод, вони вивезли частину найбільш цінного обладнання і замінували приміщення, однак у зв'язку з протидією партизанів не зуміли повністю знищити підприємство.
У серпні 1944 року відновлений завод розпочав роботу і до кінця сезону цукроваріння виготовив 282 тис. пудів цукру. Після закінчення війни почалася реконструкція заводу з впровадженням нових технологій. У результаті, у сезон цукроваріння 1947—1948 років завод спершу вийшов на довоєнний рівень виробництва, а потім перевищив його.
У 1959—1960 роках завод був ще раз реконструйований. На пункті прийому цукру, була завершена механізація трудомістких виробничих процесів, у результаті, переробна потужність збільшилася з 18 тис. центнерів буряка на добу у 1959 році, до більше чим 28 тис. центнерів буряка на добу у 1970 році.
Розпочався експорт продукції у Ірак, Судан та інші країни світу.
В цілому, у радянську пору цукровий завод був найбільшим підприємством міста, на його балансі перебували об'єкти соціальної інфраструктури.

### Після 1991
Після проголошення незалежності України, завод перейшов у ведення Державного комітету харчової промисловості України.
В середині 1990 років Грушківський цукровий завод зупинив роботу, а потім перестав існувати.